# Francisco Gonçalves
Francisco Leandro Fernandes Gonçalves es un jockey brasileño que desempeña su carrera actualmente en Argentina. Nació en la localidad de Sobral, en el nordeste de Brasil.
En 2012 y 2013 ganó la estadística en São Paulo, Brasil, y en 2016, 2018 y 2019 fue el Jockey del año según el Stud Book Argentino.

## Estadísticas y logros
Al 5 de diciembre de 2020, Francisco corrió 10888 carreras y ganó 1873, teniendo una eficiencia del 17.2%. Entre sus premios ganados se encuentran el Gran Premio Internacional Dardo Rocha, el Gran Premio Joaquín V. González, el Gran Premio Nacional, el Gran Premio Polla de Potrillos, el Gran Premio Provincia de Buenos Aires, el Gran Premio Selección de Potrancas y el Gran Premio General San Martín.